# Shoichi Nishimura
Shoichi Nishimura (西邑 昌一, Nishimura Shōichi) (Hyogo, 30 de novembro de 1911 — Hyogo, 22 de março de 1998) foi um futebolista japonês que atuou como atacante.

## Clubes
A carreira futebolística de Shoichi começou na Universidade Kwansei Gakuin, em Hyogo, sua cidade natal. Alguns anos depois, ele se transferiu para a Universidade Waseda, em Nishi-tokyo. Voltou para Kwansei Gakuin, mas desta vez para jogar profissionalmente no clube local, e ficou por lá até se aposentar.

## Seleção nacional
Shoichi participou da décima edição dos Jogos do Extremo Oriente, em 1934. Dois anos depois, foi convocado para a equipe final participante dos Jogos Olímpicos de Verão de 1936, em Berlim.[carece de fontes?]

## Carreira como treinador
Voltou mais uma vez à Universidade Kwansei Gakuin, mas desta vez na função de treinador da equipe local. Em 1976, foi contratado pelo Yomiuri (atual Tokyo Verdy), ficando por quatro anos até sair em 1980.

## Morte
Shoichi morreu em 22 de março de 1998, na cidade de Akashi, Hyogo, enquanto batalhava contra uma pneumonia.